# 吳吉昌
吳吉昌，字藹人，號矞雲，江蘇江寧（今南京市）人。清朝政治人物。

## 生平
道光十八年（1838年）戊戌科進士。選翰林院庶吉士，散館授編修。因事降職，任內閣中書。官至山東運河同知。